# Studio Gong
Die Studio Gong GmbH & Co. Studiobetriebs KG ist eine deutsche Beteiligungsgesellschaft für Rundfunksender und zugleich Werbe-Vermarkter für Radiostationen. Betriebssitz ist Nürnberg, Rechtssitz München. Persönlich haftende Gesellschafterin ist die Studio Gong Bayern Verwaltungs GmbH mit Sitz in Nürnberg. Das Unternehmen wurde 1983 gegründet. Geschäftsführer ist Andreas Lang.

## Beteiligungen
Studio Gong hat derzeit über 30 meist strategische, teils auch operative Beteiligungen im Bereich elektronischer Medien an privaten Hörfunksendern (lokale, regionale, als auch landesweite), sowie an regionalen TV-Sendern, TV-Serviceprogrammen und an zwei Networkprogrammen (z. B. der BLR). Beteiligt ist die Studio Gong auch am Ausbildungsunternehmen Mediaschool Bayern. Medienbeteiligungen werden aktiv geführt.